# Богомолов, Олег Алексеевич

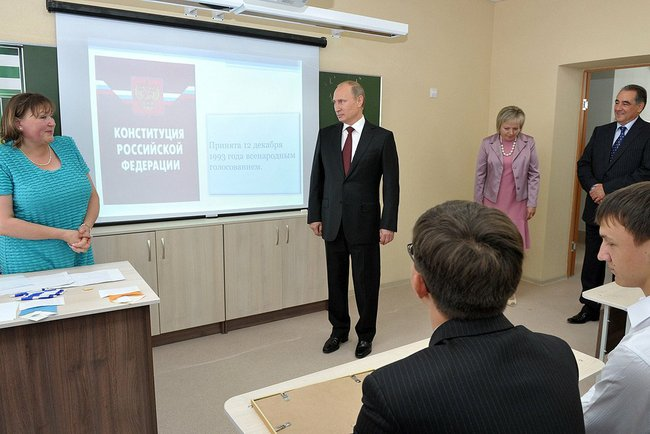
Президент России Владимир Путин в День знаний посещает среднюю школу № 7 в Кургане, 2013 год. Справа, у дверей — Богомолов О.А.

Оле́г Алексе́евич Богомо́лов (род. 4 октября 1950, Петухово, Курганская область) — российский государственный и партийный деятель, член партии «Единая Россия». В 1997—2014 годах — губернатор Курганской области. До отмены членства губернаторов в Совете Федерации занимал там должности председателя в Комитете по делам СНГ, председатель группы по контролю за использованием электронной системы голосования. Вместе с семьей проживает в Москве.

## Биография
Олег Алексеевич Богомолов родился 4 октября 1950 года в семье рабочего в городе Петухово Петуховского района Курганской области, ныне город — административный центр Петуховского муниципального округа той же области.
В 1957—1967 учился в Петуховской средней школе.
В 1972 году окончил Курганский машиностроительный институт, получил специальность «Инженер-механик». В институте работал в студенческих строительных отрядах, занимался спортом, был членом сборной команды области по гандболу.
С 1972 по 1975 год работал на Курганском машиностроительном заводе инженером-конструктором отдела главного технолога, избирался членом комитета ВЛКСМ отдела и завода, секретарём комсомольской организации отдела главного технолога.
В 1973 году избран членом бюро Курганского горкома ВЛКСМ, внештатным секретарём, затем кандидатом в члены Курганского обкома ВЛКСМ
С 1975 по 1981 год — старший инженер, комиссар, командир областного студенческого строительного отряда г. Курган.
С 1981 по 1987 год — инструктор отдела пропаганды и агитации Курганского обкома КПСС, секретарь парткома ПСМО «Кургантяжстрой».
В 1984 году окончил заочное отделение Свердловской высшей партийной школы.
С 1987 по 1988 год — второй секретарь Октябрьского райкома КПСС г. Кургана.
С мая 1988 по март 1990 года — председатель Октябрьского райисполкома г. Кургана.
С марта 1990 года — председатель Октябрьского районного Совета народных депутатов, избран депутатом Курганского областного Совета народных депутатов.
С октября 1991 года — председатель Комитета по управлению муниципальным имуществом — заместитель главы администрации г. Кургана.
С февраля 1992 года по 9 октября 1993 года — председатель Курганского областного Совета народных депутатов XXI созыва.
С апреля 1994 года по 1996 год — председатель Курганской областной Думы I созыва. 11 декабря 1996 года Председателем Курганской областной Думы II созыва избран Лев Григорьевич Ефремов.
8 декабря 1996 года избран губернатором Курганской области. Результаты первого тура : О. А. Богомолов получил 40,78 % (165 709 голосов), Анатолий Николаевич Колташов — 33,18 % (134 816), Анатолий Николаевич Соболев — 12,99 % (52 788). Перед вторым туром голосования А. Н. Колташов и А. Н. Соболев сняли свои кандидатуры. Голосование во втором туре прошло на безальтернативной основе: О. А. Богомолов получил 67,47 % (223 753 голосов). Победив на выборах, Богомолов становится Главой Администрации (Губернатором) Курганской области, а с марта 2000 года — Губернатором Курганской области.
C декабря 1996 года член Совета Федерации Федерального Собрания Российской Федерации, председатель Комитета по делам СНГ, представлял Совет Федерации в парламентской Ассамблее Совета Европы
26 ноября 2000 года повторно баллотировался на пост губернатора. Получил 43 % голосов избирателей и вышел во второй тур. Соперником Богомолова во втором туре был генеральный директор ОАО «Кургандрожжи» Николай Дмитриевич Багрецов. Во втором туре голосования 10 декабря 2000 года Олег Богомолов победил, получив чуть более 50 % голосов
На губернаторских выборах 19 декабря 2004 во втором туре действующий губернатор Олег Богомолов отстоял свой пост (это его третий губернаторский срок). За него было подано 49,1 % голосов.
С 19 декабря 2003 года по 19 июля 2004 года, с 16 марта по 25 сентября 2007 года и с 4 января по 28 июля 2012 года — член президиума Государственного совета Российской Федерации.
29 декабря 2009 года По представлению Президента РФ от 25 декабря 2009 года кандидатура Богомолова была утверждена областной думой для наделения его полномочиями высшего должностного лица субъекта РФ на очередной срок.
15 декабря 2013 года был удостоен высокой чести стать одним из факелоносцев эстафеты олимпийского огня зимних Олимпийских игр 2014 года (нагрудный № 091). Эстафету Олимпийского огня у перекрестка улиц Урицого и Красина ему передал факелоносец Денис Владимирович Леонов. Губернатор пробежал до КВЦ, где передал огонь десятикласснице Алине Викторовне Бондаревой. После этого О.А. Богомолов уехал на площадь Ленина, где прошла торжественная церемония зажжения чаши Олимпийского огня. «Это волнительный день, — отметил Олег Богомолов. — Впервые в истории зауральская земля встречает олимпийский огонь, который несет дружбу, любовь, веру, который дарит добрые чувства. Сегодня мы с радостью его приветствуем в Кургане и желаем ему доброго пути по городам и весям великой России».
14 февраля 2014 года Владимир Путин принял отставку Богомолова с поста губернатора Курганской области.
26 мая 2014 года принят на работу советником Председателя Правления Открытого акционерного общества «Российский Сельскохозяйственный банк», член Наблюдательного совета банка.
В июне 2019 года переизбран членом наблюдательного совета АО «Россельхозбанк».
1 июля 2021 года добровольно вышел из наблюдательного совета АО «Россельхозбанк», вышел на пенсию, на заслуженный отдых.

### Партийность
- С 1977 года по 1991 год был членом КПСС
- С 1995 года по 1996 год один из лидеров областного народно-патриотического общественного объединения «Народовластие».
- С 2004 года по настоящее время — «Единая Россия». Был избран членом Президиума Курганского регионального политического совета партии. 24 ноября 2014 года выведен из состава регионального политсовета[15].

### Награды
Олег Алексеевич Богомолов награждён орденами:
- Орден Дружбы, март 1999 года
- Орден «Знак Почёта», 1981 год
- Орден «Почетный сотрудник СГУ», 2005 года
- Орден «Содружество», 18 апреля 2001 года, Совет Межпарламентской Ассамблеи государств — участников СНГ — за активное участие в деятельности Межпарламентской Ассамблеи и её органов, вклад в укрепление дружбы между народами государств — участников Содружества[16]
- Орден преподобного Сергия Радонежского II степени, Русская Православная Церковь, вручен 4 октября 2010 года[17])
- Орден «За верность долгу» Всемирной академии наук комплексной безопасности, сентябрь 2010 года
- Орден «Рубиновый крест» Международного благотворительного фонда «Меценаты столетия», 2005 года

медалями:
- Юбилейная медаль «65 лет Победы в Великой Отечественной войне 1941—1945 гг.», сентябрь 2010 года
- Медаль «В память 850-летия Москвы», 1997 год
- Медаль «За заслуги в проведении Всероссийской переписи населения», октябрь 2002 года
- Медаль «В память 300-летия Санкт-Петербурга», 2003 года
- Медаль «Участнику чрезвычайных гуманитарных операций» МЧС России и УВКБ ООН, 2000 год
- Юбилейная медаль «75 лет ГОСРЕЗЕРВУ», 2006 год
- Медаль «За заслуги в проведении Всероссийской сельскохозяйственной переписи 2006 года» Федеральной службы государственной статистики, 2007 год
- Медаль «За содружество во имя спасения» МЧС России, 2007 года
- Медаль «XV лет Федеральному управлению по безопасному хранению и уничтожению химического оружия», 2007 год
- Юбилейная медаль «360 лет пожарной охране», 2009 года
- Медаль «За пропаганду спасательного дела» МЧС России, май 2010 года
- Золотая Медаль «За вклад в развитие агропромышленного комплекса» Министерства сельского хозяйства Российской Федерации, сентябрь 2010 года
- Медаль «За заслуги» (Федеральная служба судебных приставов России), сентябрь 2010 года
- Медаль «XX лет Федеральному управлению по безопасному хранению и уничтожению химического оружия», 2012 год
- Юбилейная медаль «70 лет УМВД России по Курганской области», 2013 год
- Золотая медаль «За миротворческую и благотворительную деятельность» Российского фонда мира, 2001 год
- Юбилейная памятная медаль «50 лет Общероссийской общественной организации ветеранов войны и военной службы», 2006 года
- Медаль «В честь 90-летия Бахирева В. В.», 2006 год
- Памятная медаль Энциклопедия «Лучшие люди России», 2006 года
- Медаль «180 лет потребительской кооперации Российской Федерации», 2011 год
- Медаль Курганской и Шадринской епархии в честь святого преподобного Далмата Исетского I степени, 2013 год

знаками:
- Почётный знак Совета Федерации Федерального Собрания Российской Федерации «За заслуги в развитии парламентаризма», декабрь 2006 года
- Нагрудный знак «90 лет ФСБ России», 2009 год
- Нагрудный знак МЧС России «За заслуги», 2003 год
- Нагрудный знак «За развитие таможенной службы России», 2009 год
- Памятный знак «95 лет Вооруженным силам», 2013 год
- Нагрудный знак ФНПР «За содружество»
- Поощрительный знак «Святая Екатерина» Уральской академии государственной службы
- Нагрудный знак «За заслуги перед Академией», 2007 год
- Серебряный знак Благотворительного фонда поддержки филармонической деятельности Курганской области[18]

грамотами:
- Почётная грамота Совета Федерации Федерального Собрания Российской Федерации, 2001 год[19]
- Почетная грамота Государственной Думы Федерального Собрания Российской Федерации, 2008 год
- Грамота Содружества Независимых Государств, 2001 год — за активную работу по укреплению и развитию Содружества Независимых Государств[20]
- Грамота Центральной избирательной комиссии «За большой вклад в развитие избирательной системы РФ», апрель 2004 года
- Грамота Командующего войсками Приволжско-Уральского военного округа, 2008 год
- Грамота Командующего войсками Центрального военного округа, 2012 год
- Почётная грамота Курганской областной Думы, 2008 год
- Почетная грамота Федерации Независимых Профсоюзов России, сентябрь 2010 года

благодарностями:
- Благодарность Президента Российской Федерации, дважды: 2005 год, 2008 год
- Благодарность Председателя Совета Федерации Федерального Собрания Российской Федерации, сентябрь 2010 года
- Благодарность Лидера партии Возрождения России Г. Н. Селезнева, 2003 год

благодарственными письмами:
- Благодарственное письмо Президента Российской Федерации, трижды: 2008 год, август 2010 года, 2012 год
- Благодарственное письмо Председателя Совета Федерации, октябрь 2010 года
- Благодарственное письмо Председателя Всероссийской политической партии «Единая Россия», 2007 год
- Благодарственное письмо Министра сельского хозяйства Российской Федерации, 2006 год
- Благодарственное письмо Высшего Арбитражного Суда Российской Федерации, 2006 год
- Благодарственное письмо Председателя Центральной избирательной комиссии Российской Федерации, 2008 год
- Благодарственное письмо Курганской областной Думы, октябрь 2010 года

Действительный член Академии проблем дипломатических наук и международных отношений с июля 1999 года.
Почётный гражданин Курганской области, 3 февраля 2017 года

### Хобби, увлечения
Любит работать в саду, петь под гитару, заниматься спортом.

### Изобретательство
По данным некоторых СМИ в 2000—2003 годах О. А. Богомолов, занимая пост губернатора, оформил следующие патенты на изобретения:
- № 2190071 Устройство для обслуживания и ремонта фасадов зданий
- № 2199639 Устройство для обслуживания и ремонта межферменного пространства многопролётных сооружений
- № 2190073 Трансформируемая сцена зрелищных сооружений[23]
- № 2250969 Кровля из листовых элементов[24]

### Сочинения
- Богомолов, О. А. Выжить, устоять, окрепнуть!. — Курган: Зауралье, 1996. — 58 с. — 5000 экз. — ISBN 5-87247-1025.[25]
- Богомолов, О. А. Зауралье на карте России. — Курган: Зауралье, 2004. — 270 с. — ISBN 5-87247-345-1.[26]
- Добро пожаловать в Зауралье: (фотоальбом) / гл. ред. О.А. Богомолов. — Курган: Зауралье, 2004. — 313 с. — ISBN 5-87247-446-6.[27]

## Семья
Отец — Алексей Тарасович Богомолов, работал на Петуховском литейно-механическом заводе, прошёл путь от рабочего до начальника цеха.
Мать — Анна Ивановна Богомолова, работала фельдшером в заводском медпункте.
Брат — Сергей Алексеевич Богомолов, в середине 1990-х годов был соучредителем российско-греческого СП «Симпан», которое занималось закупками зерна. В 2000-х годах — акционер ОАО «Зерно Зауралья», возглавляет курганский Торговый дом «Колос».
Жена — Тамара Викторовна Богомолова, родилась 22 января 1952 года в городе Карабаш Челябинской области. Вышла замуж 17 февраля 1973 года. После окончания Челябинского политехнического института работала в конструкторском бюро Курганского машиностроительного завода им. В. И. Ленина. С 2002 г. председатель попечительского совета благотворительного фонда поддержки материнства и детства «Мама». Награждена Знаком отличия губернатора «За благое дело».
В семье две дочери: Наталья (род. в 1975 году в Кургане) и Ольга (род. 1988).
Наталья Олеговна окончила Курганский государственный университет, финансово-экономический факультет. Ещё будучи школьницей, она прошла тестирование по программе «Дети в защиту свободы» и год стажировалась в США. В юности увлекалась баскетболом и бальными танцами. Работала в г. Кургане в Альфа-банке ведущим экономистом. В 1999 году вышла замуж за предпринимателя, живёт в Москве.
Бывший зять — Олег Владимирович Дубов, бывший учредитель ООО «Компания «Метрополис» (зарегистрировано 29 ноября 1994 года), которая занялась оптовой торговлей пищевыми продуктами, включая напитки, табачными изделиями и бытовой химией в Курганской области. С недавних пор проживает в Кургане.
Ольга Олеговна занимается теннисом. Дважды на российских соревнованиях в своей возрастной группе она выходила в 1/16 финала. В 2005 году окончила среднюю школу в Кургане. Получила высшее образование в Московском государственном университете, живёт в Москве.
Также есть двое внуков: Лев Олегович и Михаил Антонович.

## Критика
В 2014 году Олег Богомолов купил коттедж в Москве стоимостью свыше 30 своих годовых губернаторских зарплат.